# ماریسویل (اوهایو)
ماریسویل(به انگلیسی: Marysville) شهری در ایالت اوهایو کشور ایالات متحده آمریکا است که جمعیت آن در سرشماری سال ۲۰۱۰ میلادی، ۲۲٬۰۹۴ نفر بوده‌است.

## نگارخانه

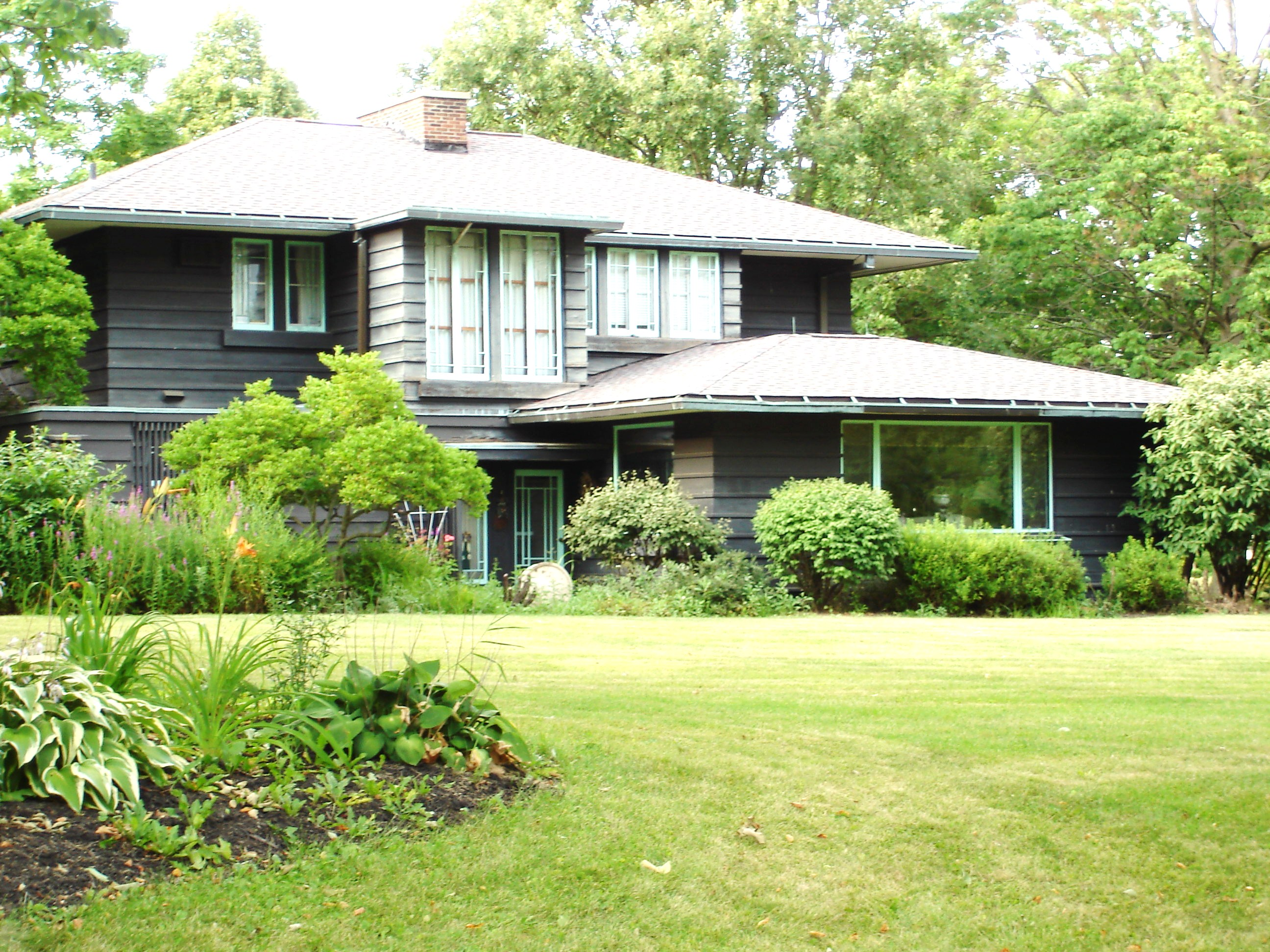
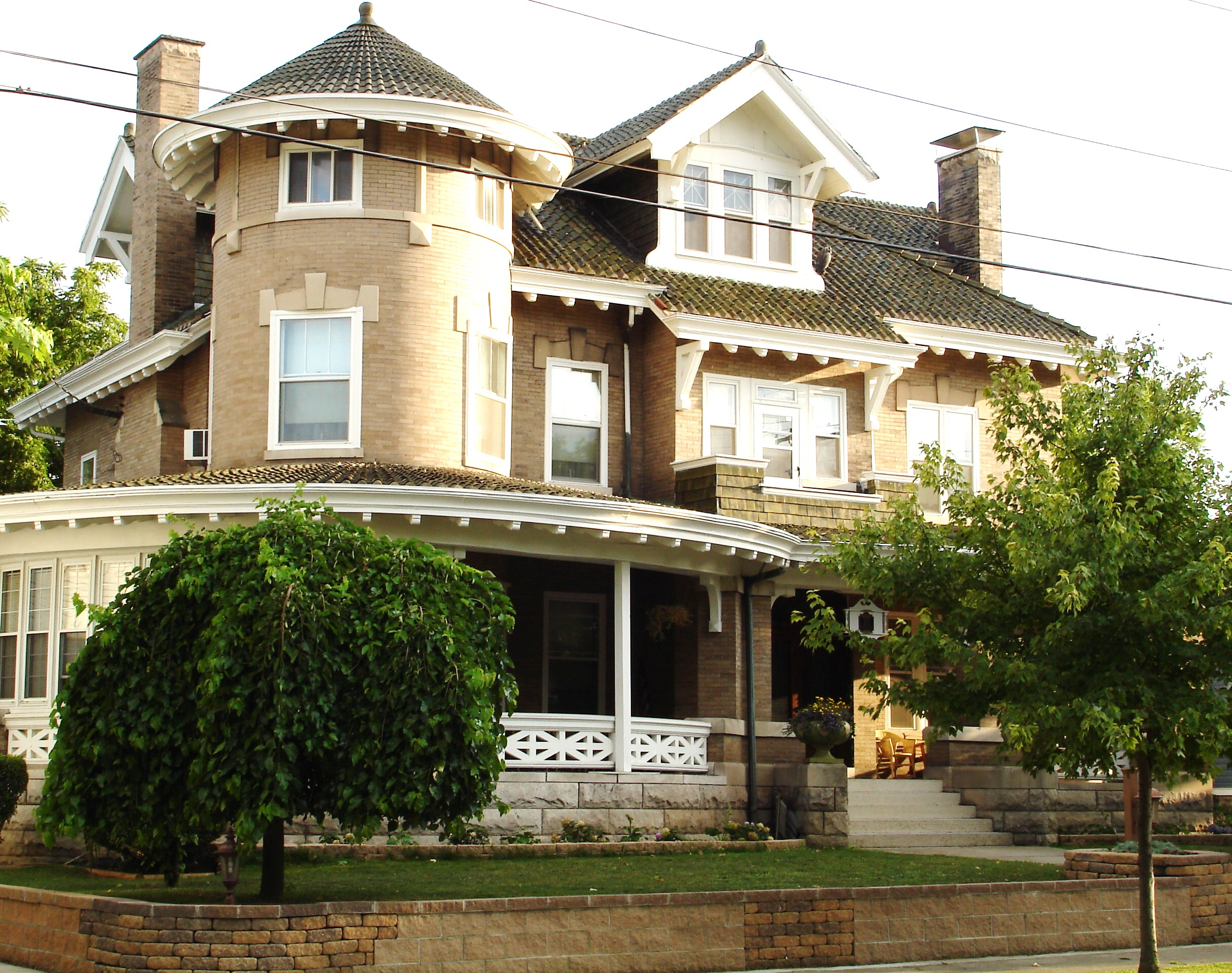
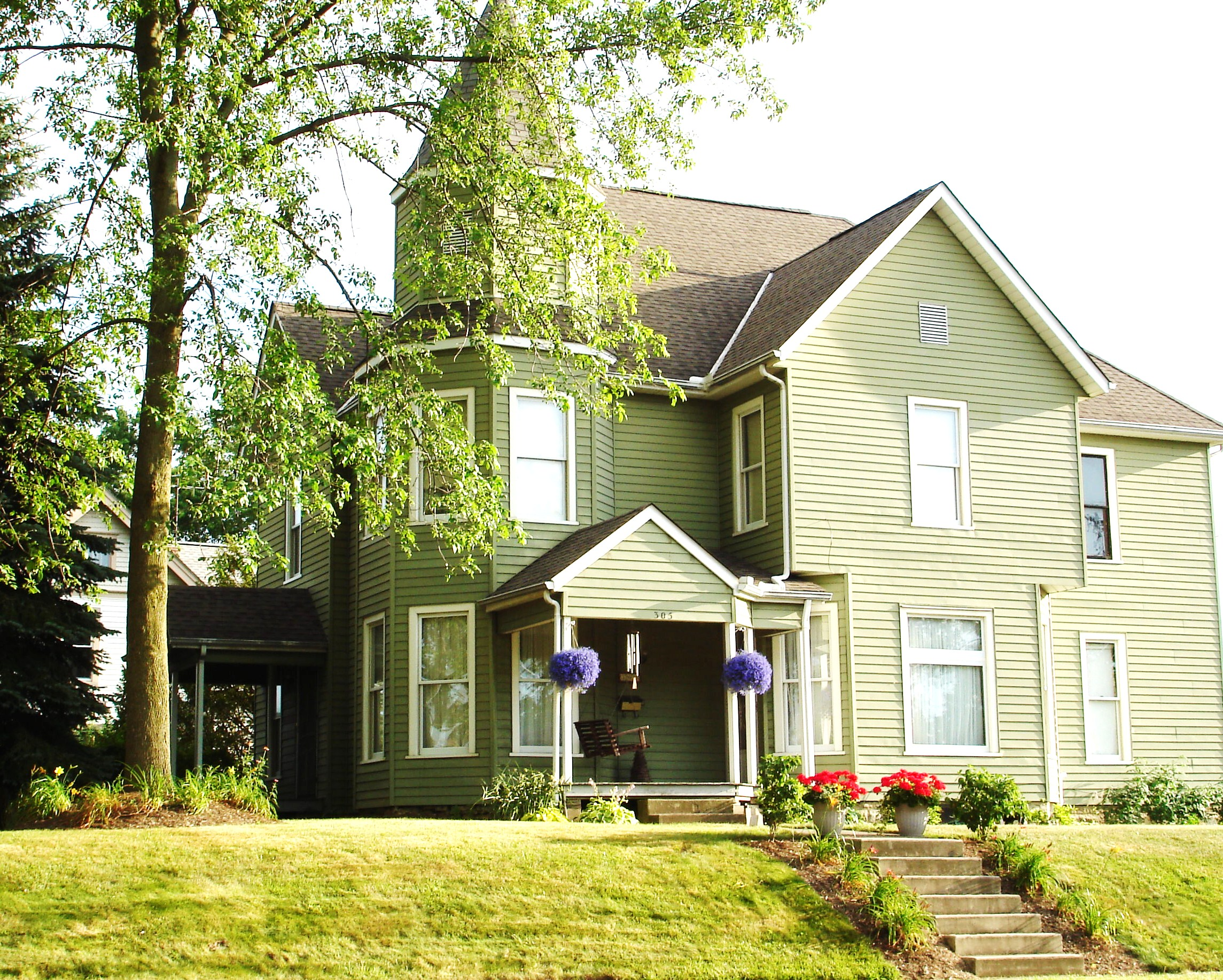
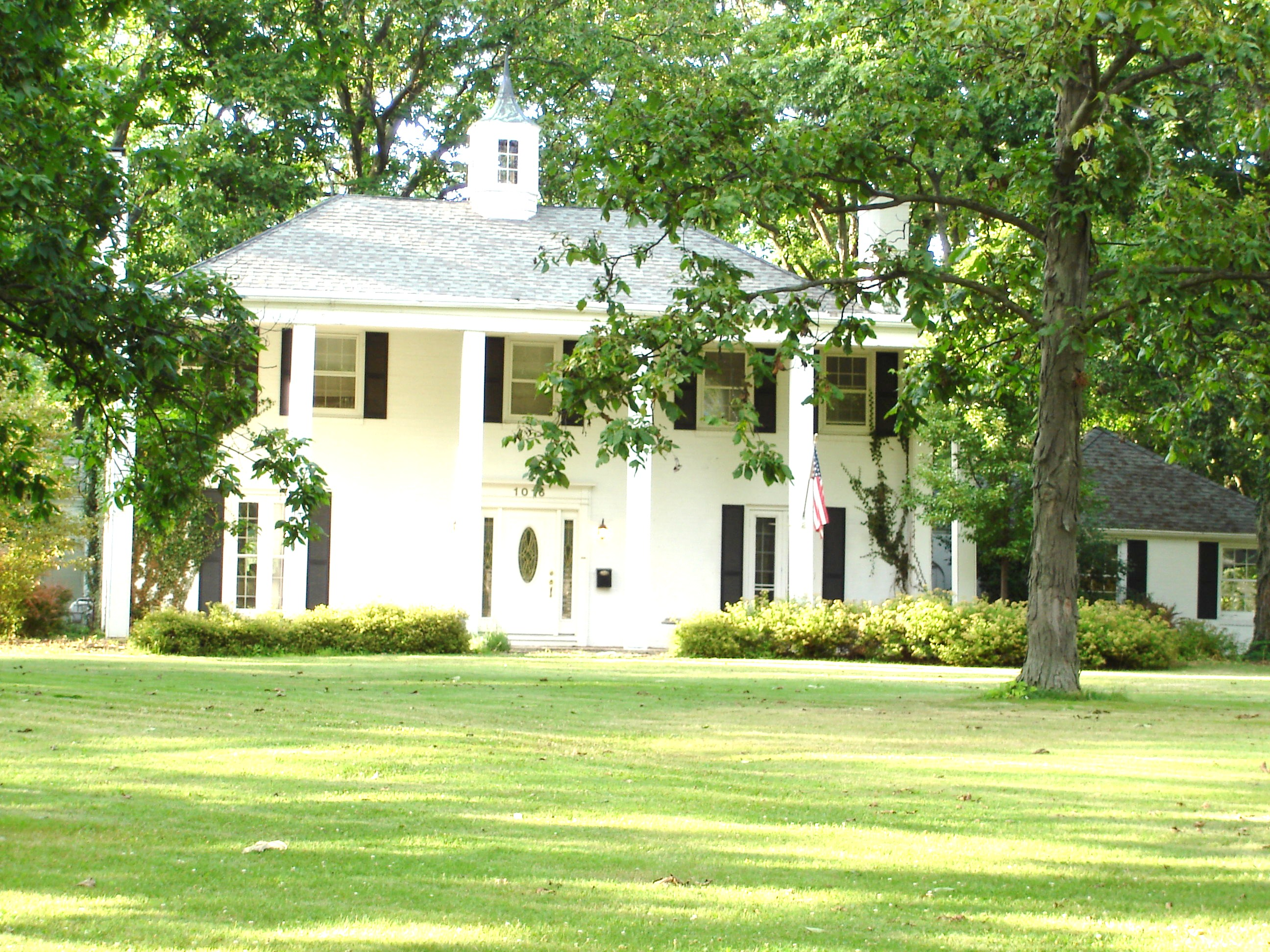
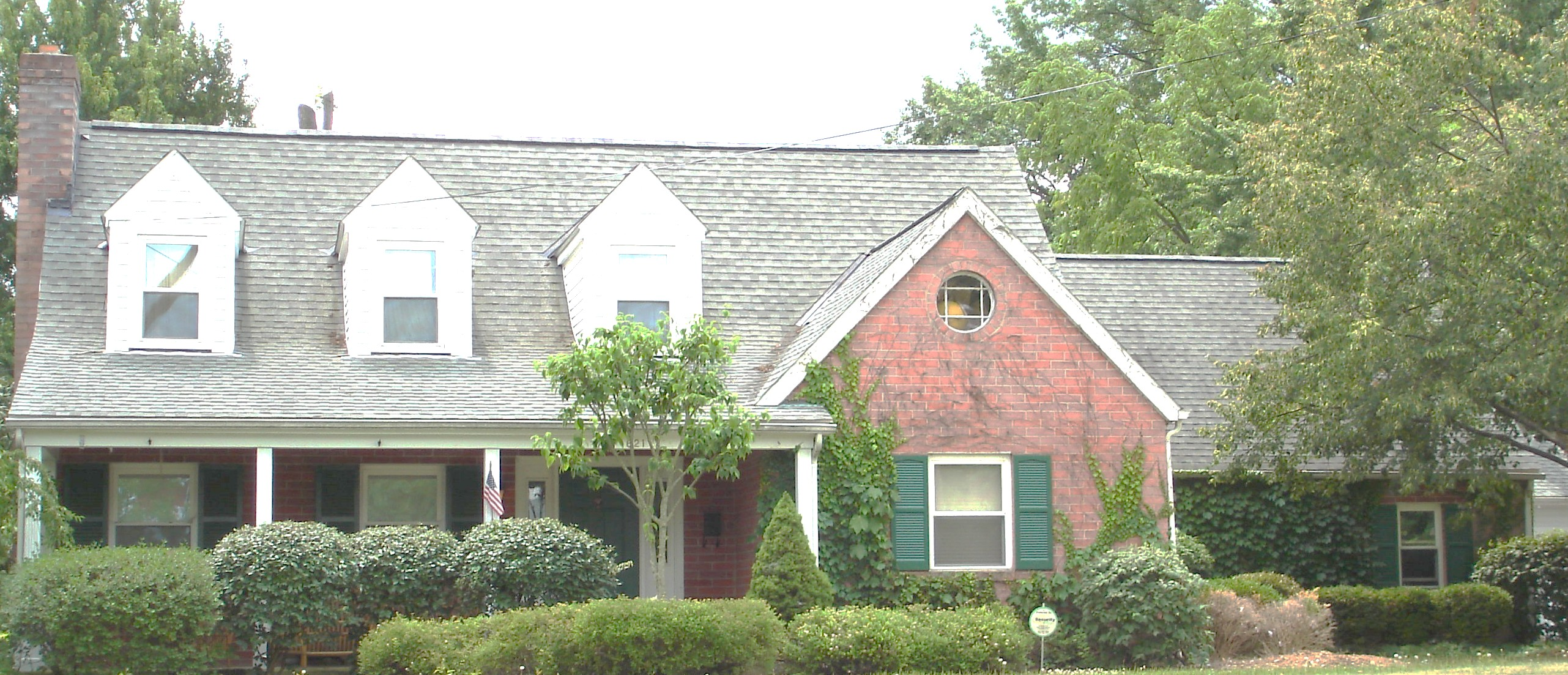
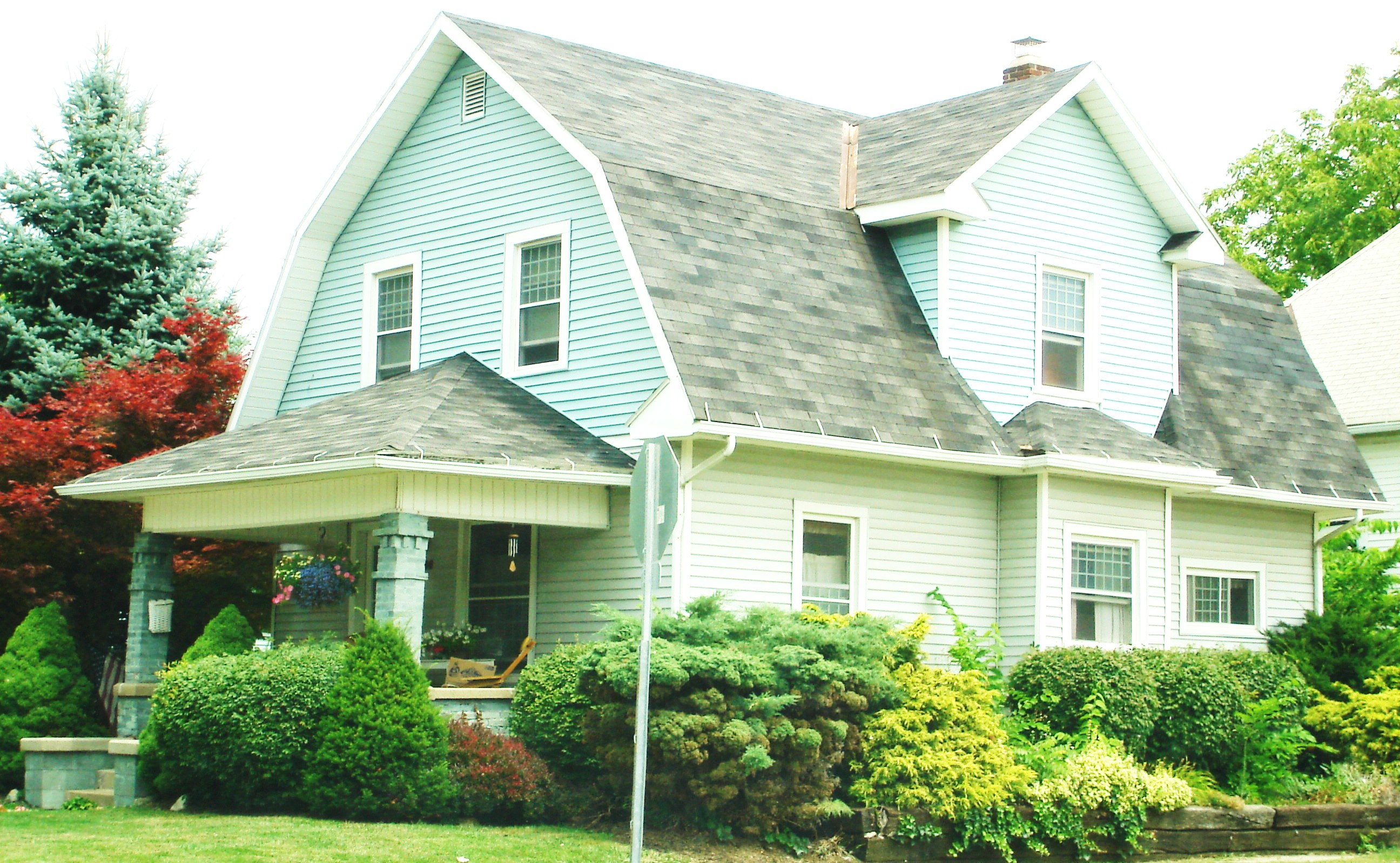
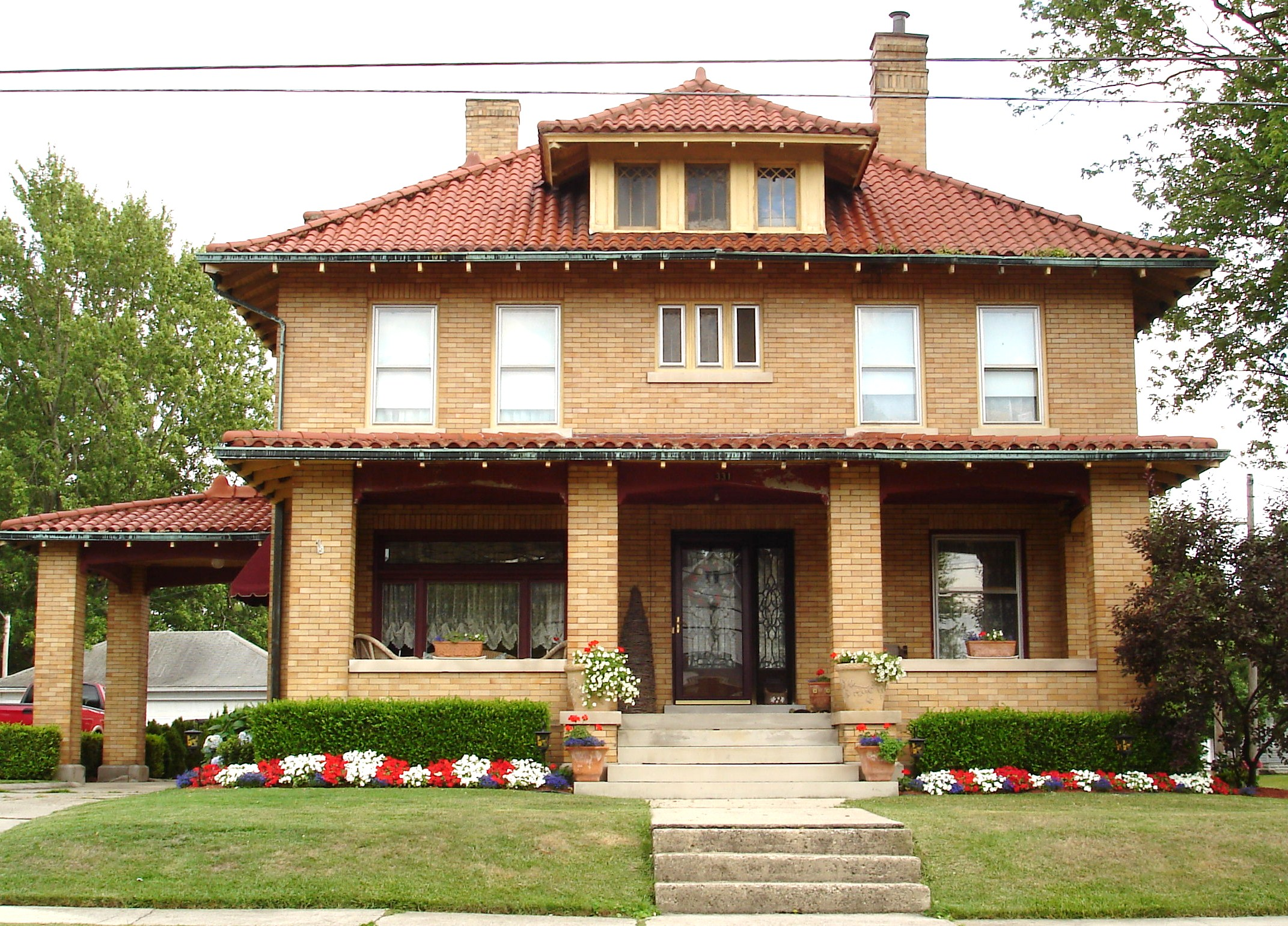
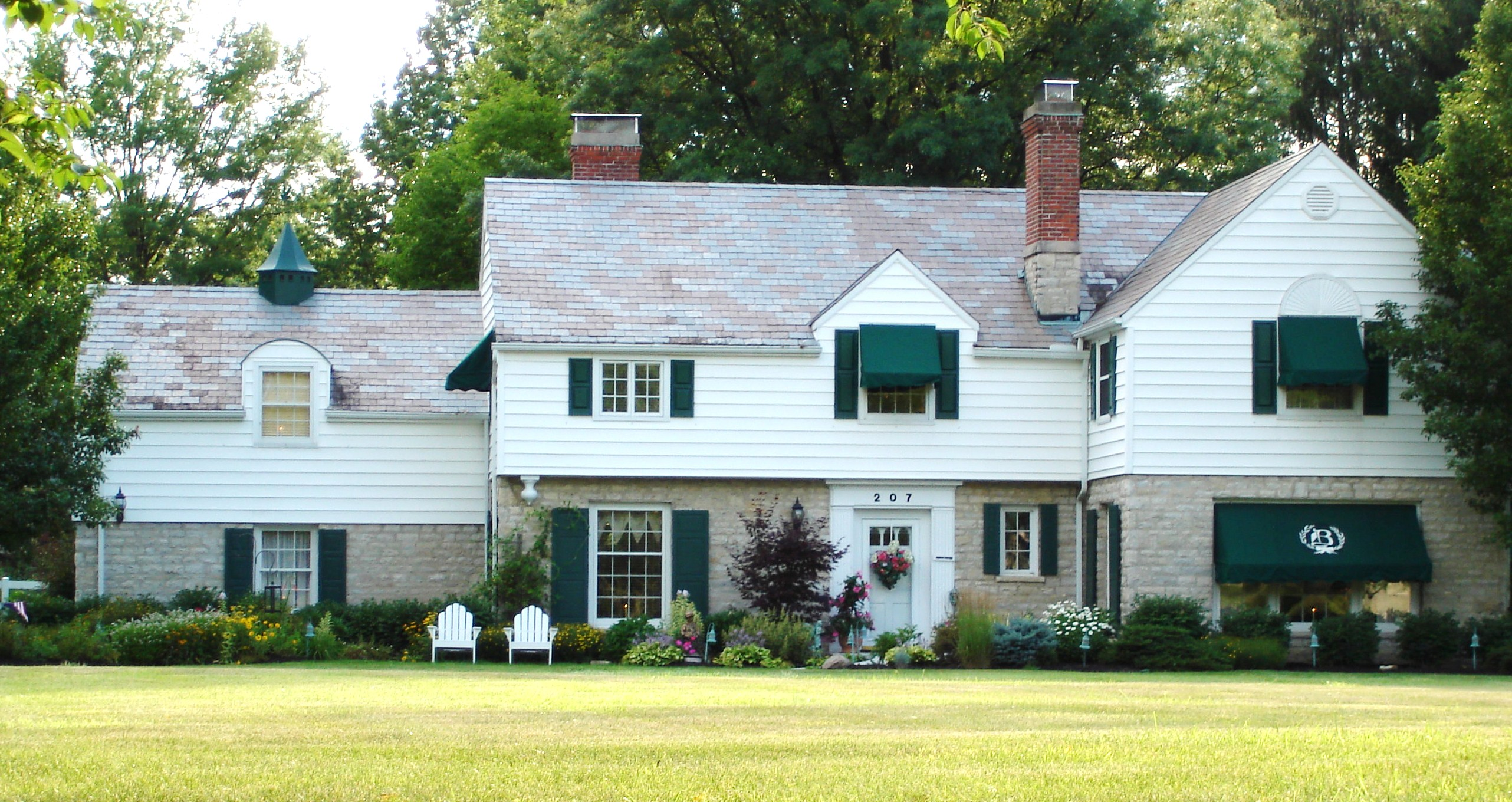
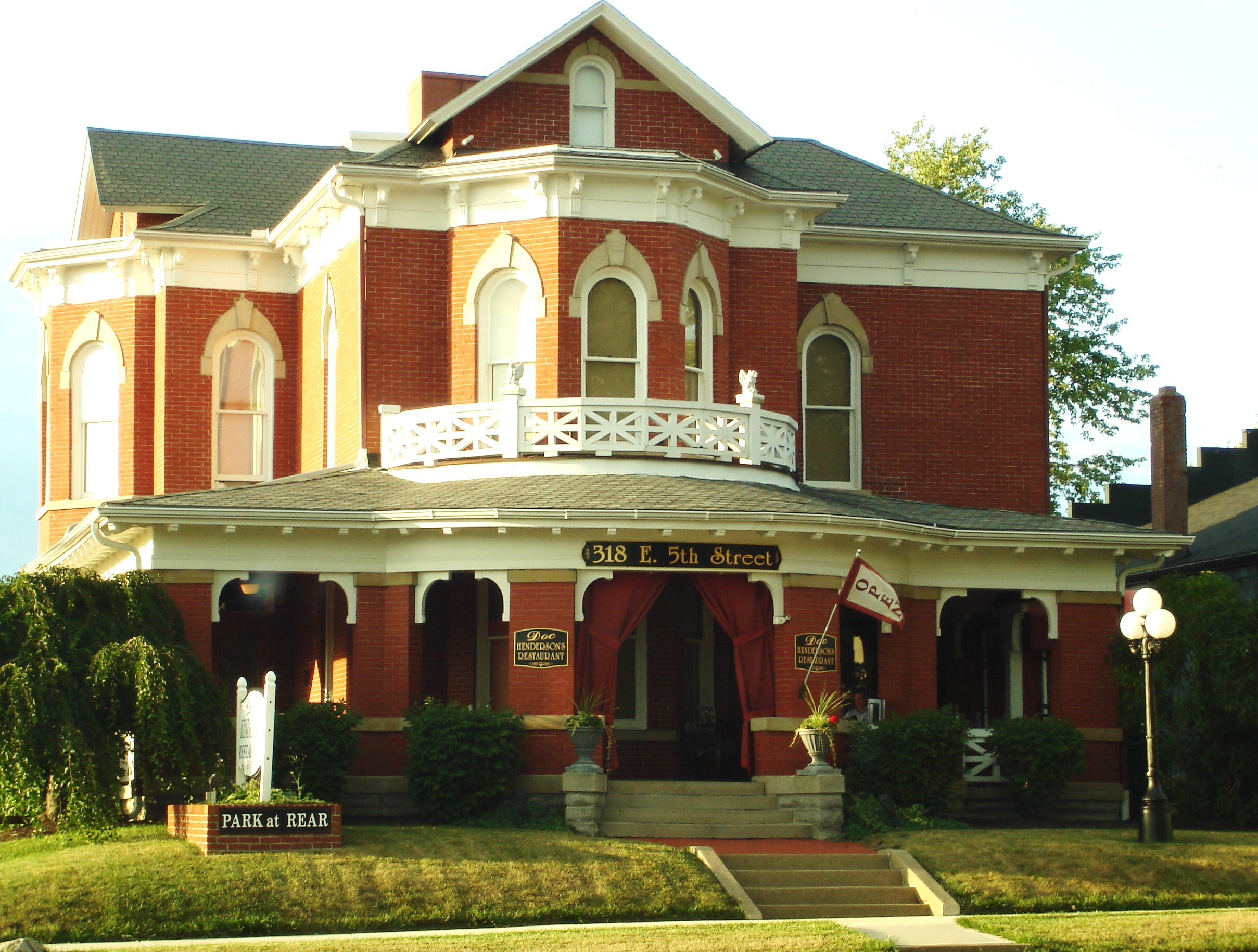
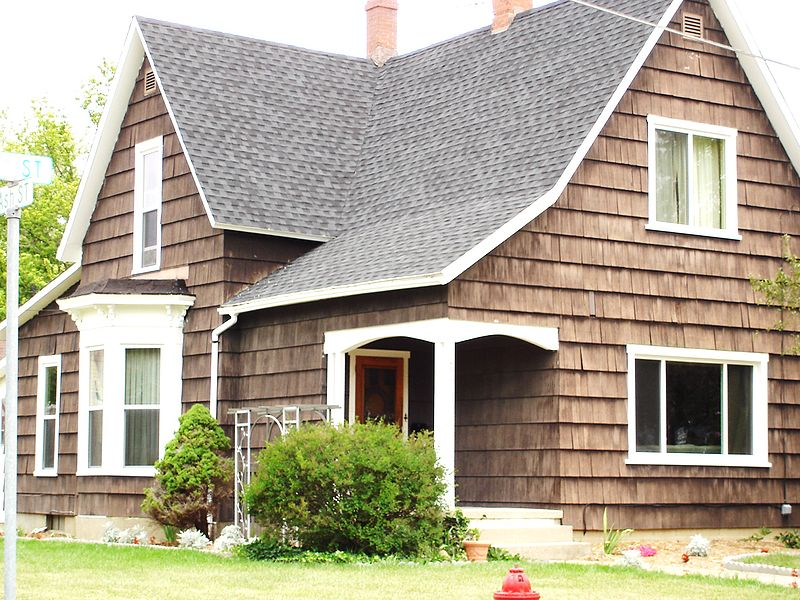
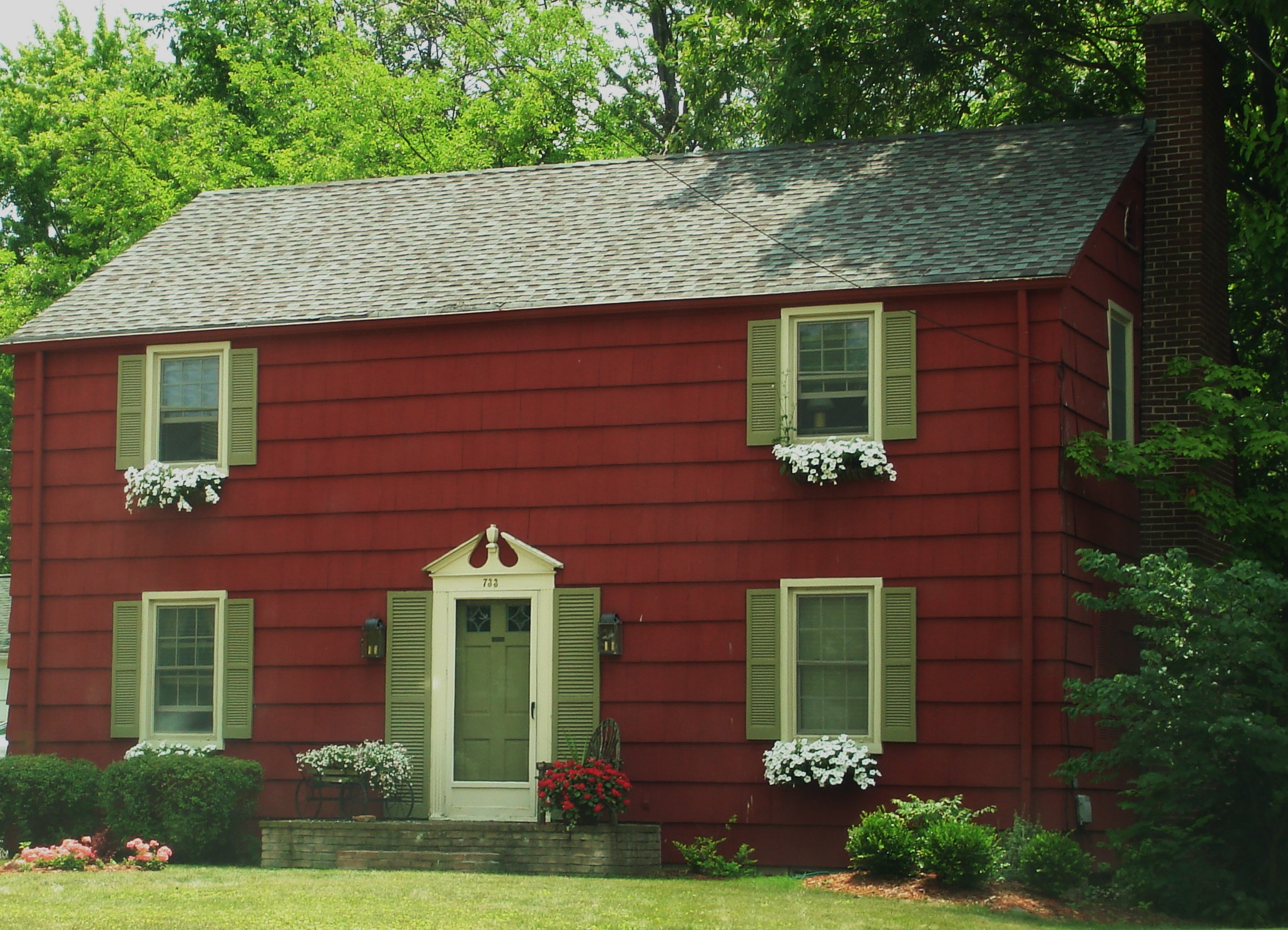
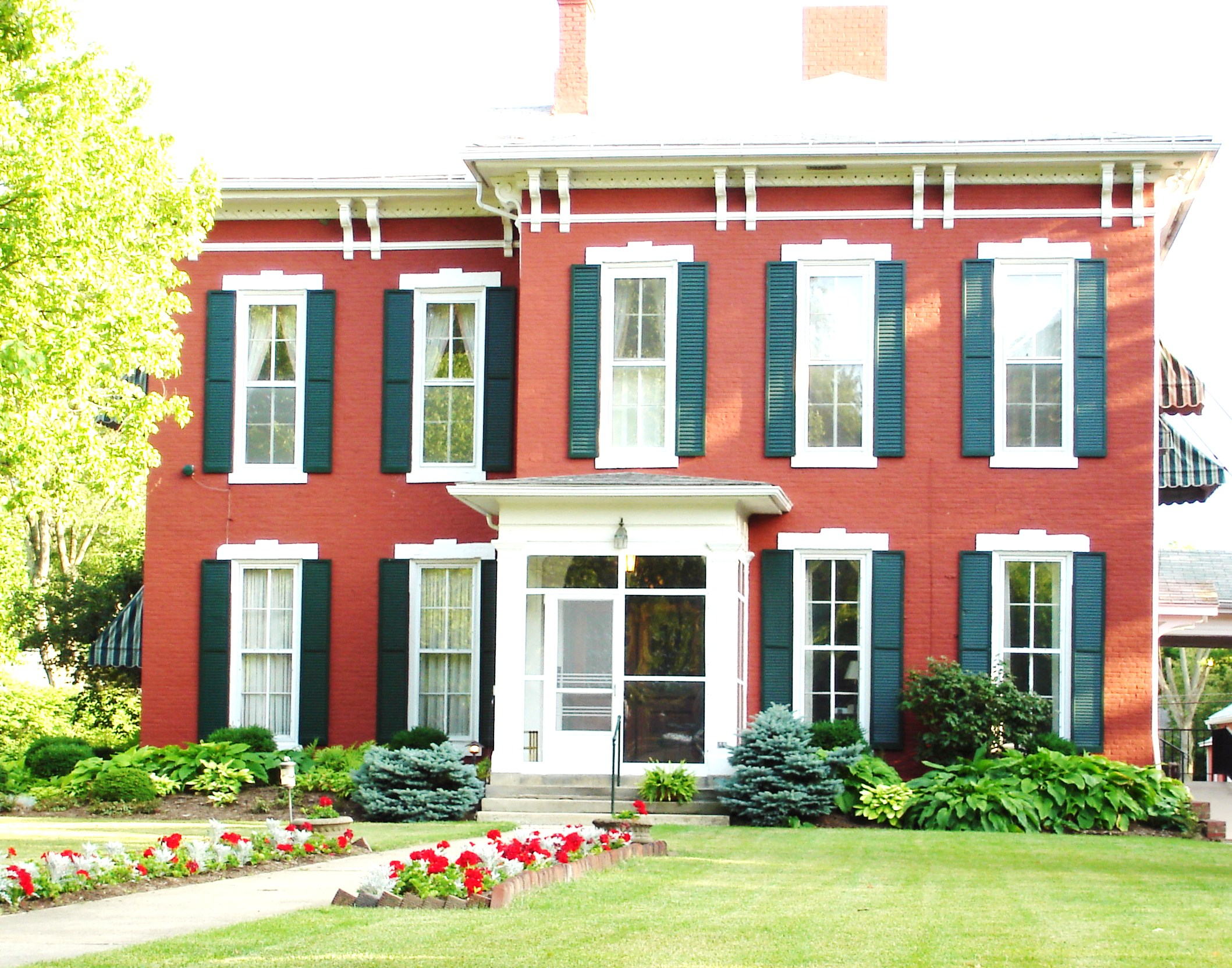